# Isopachys borealis
Isopachys borealis là một loài thằn lằn trong họ Scincidae. Loài này được Lang & Böhme mô tả khoa học đầu tiên năm 1990.